# Houten kerk

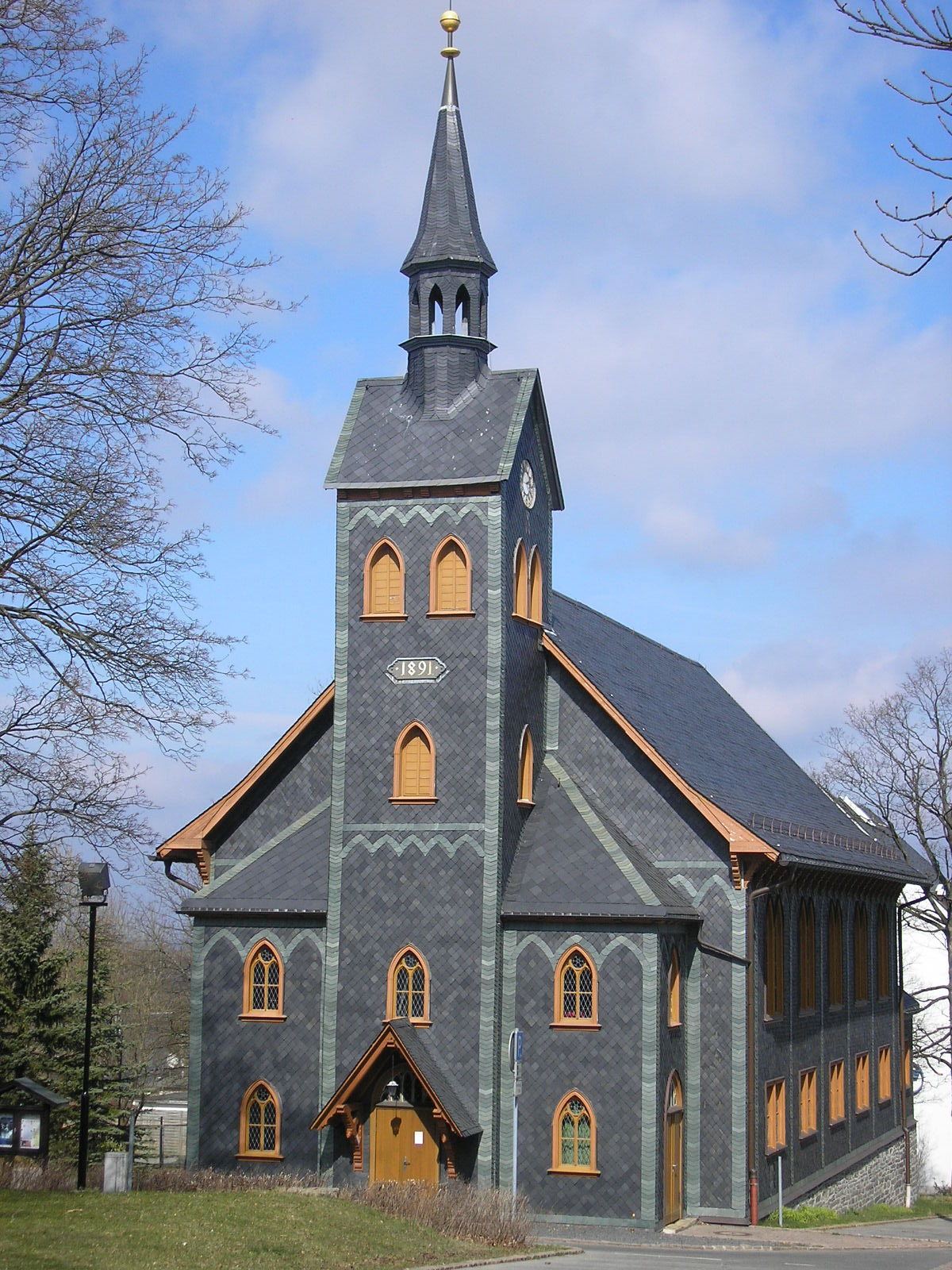
Houten kerk van Neuhaus am Rennweg (Thüringen)

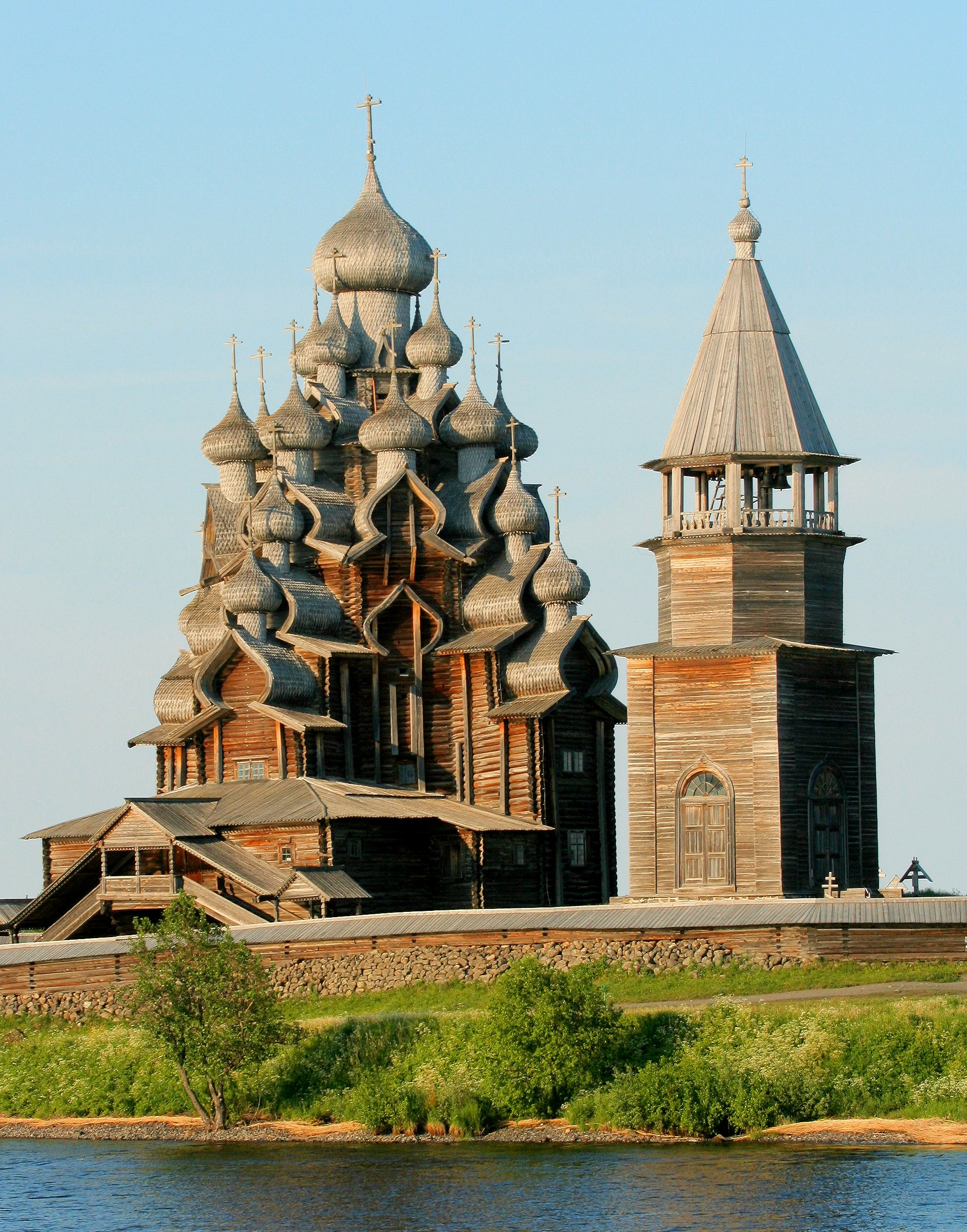
Houten kerk op het eiland Kizji

Een houten kerk is een uit hout opgetrokken kerkgebouw.
Er bestaan verschillende soorten houten kerken waaronder de staafkerken en de Schrotholzkirche. Een speciaal type zijn de Faeröer houten kerken op de Faeröer-eilanden.

## Houten kerken met de status als werelderfgoed
- Staafkerk van Urnes, Noorwegen
- Houten kerken van Kizji, Rusland
- Houten kerk van Petäjävesi, Finland
- Houten kerken in Maramureş, Roemenië
- Houten kerken van de Slowaakse Karpaten
- Houten kerken van zuidelijk Małopolska
- Kerken van Chiloé, Chili
- Houten tserkva's van de Karpaten in Polen en Oekraïne